# Tjerk Bogtstra
Tjerk Bogtstra (ur. 4 czerwca 1966) – holenderski tenisista i trener tenisa, kapitan reprezentacji w Pucharze Davisa.
Jako tenisista Bogtstra nie osiągnął większych sukcesów. Zdobył wraz z Paulem Haarhuisem dwa tytuły mistrza Holandii (1989, 1990), ale na światowej liście rankingowej jego najlepsze pozycje to 254. miejsce w deblu (1991) i 649. w singlu (1990).
Z większym powodzeniem pracuje jako trener tenisa. W latach 1995–2000 prowadził Jana Siemerinka, który pod kierunkiem Bogtstry wygrał kilka turniejów ATP World Tour i doszedł do 14. miejsca w rankingu światowym.
W lutym 2001 roku Bogtstra objął po Michielu Schapersie funkcję kapitana reprezentacji narodowej w Pucharze Davisa. Już w pierwszym roku pracy poprowadził podopiecznych do największego sukcesu Holandii od czasu wprowadzenia najwyższej klasy rozgrywkowej Pucharu – grupy światowej, tj. do półfinału, w którym Holandia przegrała z Francją. Od tego czasu prowadzona przez Bogtstrę reprezentacja utrzymywała miejsce w grupie światowej, a w 2004 i 2005 roku była w ćwierćfinale rozgrywek. Holendrzy spadli z najwyższej klasy Pucharu Davisa po porażce z Czechami we wrześniu 2006 roku, a z funkcji kapitana zrezygnował też Bogtstra, w nowym sezonie zastąpiony przez Jana Siemerinka.